# Józef Szmidt
Józef Szmidt (28. března 1935, Bytom – 29. července 2024) byl polský atlet, dvojnásobný olympijský vítěz a dvojnásobný mistr Evropy v trojskoku.

## Sportovní kariéra
Narodil se na území tehdejšího Německa jako Josef Schmidt, po druhé světové válce mu bylo změněno jméno.
Jako první vybojoval pro Polsko dvě zlaté olympijské medaile, obě v trojskoku. Na olympiádě v Římě v roce 1960 zvítězil výkonem 16,81 m, o čtyři roky později v Tokiu vytvořil olympijský rekord 16,85 m. Při svém třetím olympijském startu v Mexiku v roce 1968 se sice zlepšil na 16,89 m, tento výkon však stačil na sedmé místo.
Kromě těchto olympijských triumfů se dvakrát stal mistrem Evropy v trojskoku (v letech 1958 a 1962). Startoval také na evropském šampionátu v Budapešti v roce 1966, kde skončil pátý a v Helsinkách v roce 1971, kde obsadil jedenácté místo.
Jako první člověk na světě skočil v trojskoku více než 17 metrů (17,03 m v roce 1960). Byl celkem devětkrát rekordmanem Polska a třináctkrát mistrem Polska (v trojskoku, skoku do dálky a ve štafetě na 4 × 100 metrů).
V roce 1975 se vystěhoval do Západního Německa, v roce 1992 se vrátil do Polska a začal zde pracovat jako zemědělec.
Zemřel v noci z 28. na 29. července 2024 ve vsi Zagozd v Západopomořanském vojvodství.